# Cieutat
Cieutat é uma comuna francesa na região administrativa de Occitânia, no departamento dos Altos Pirenéus. Estende-se por uma área de 18,78 km². Em 2010 a comuna tinha 615 habitantes (densidade: 32,7 hab./km²).